# Burg Stauffenberg
Die Burg Stauffenberg ist eine abgegangene Höhenburg auf 487 m ü. NN über der Einmündung des Zimmerbaches in die Starzel etwa 2000 Meter westlich von Stein, einem Stadtteil von Hechingen im Zollernalbkreis in Baden-Württemberg. 900 Meter südöstlich befindet sich das Schloss Lindich.

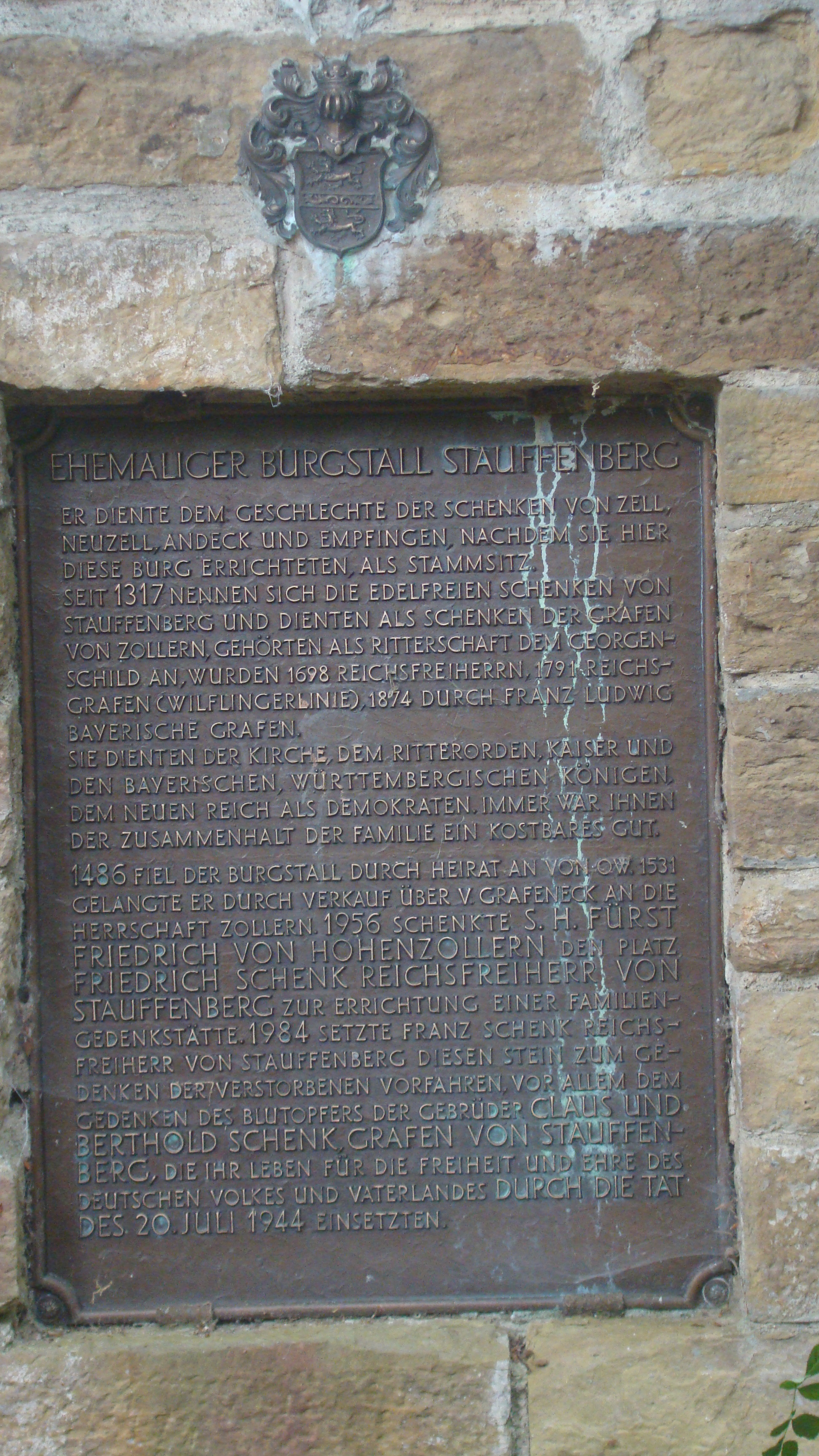
Gedenktafel für die ehemalige Burg Stauffenberg

Die Burg wurde vermutlich im 12. Jahrhundert von den Herren von Stauffenberg erbaut und erstmals 1317 mit den Edelfreien von Stauffenberg erwähnt. 1531 wird Klaus von Grafeneck als Besitzer genannt, später die Grafen von Zollern. Im 16. Jahrhundert wurde die Burg zerstört.
Die ehemalige Burganlage verfügte über eine 11 mal 21 Meter große polygonale Kernburg, begrenzt von einem Ringgraben. Der heutige Burgstall zeigt noch Graben- und Wallreste sowie Mauerschutt.